# Smittoidea magna
Smittoidea magna är en mossdjursart som beskrevs av Gordon 1984. Smittoidea magna ingår i släktet Smittoidea och familjen Smittinidae. Inga underarter finns listade i Catalogue of Life.